# Маори
Маори (маор. Māori) су полинежански народ, домородачко становништво Новог Зеланда, етнолингвистички сродни Тахићанима и Хавајцима, који се на подручје Јужног и Северног острва, допловивши у кануима, населивши се између 9. и 13. века из подручја Полинезије. Први сукоб са Европљанима имали су већ 1642. доласком Холанђана Абела Тасмана, а у бици су убијена четворица припадника његове посаде. Године 1769. британски истраживач Џејмс Кук успоставља пријатељске односе са Маорима. Од 1800-их посете европским бродова биле су све учесталије. Доласком европских насељеника популација Маора почиње да опада, и број им је ратовима и увезеним болестима сведен на око 100.000. Представници маорских поглавица и Британаца састали су се 1840. и потписали уговор у Вајтангу по којем постају британски грађани и признају им се права на земљу. Новозеландским пописом 2006. под маорским етничким именом изјаснило се 565.329 особа.

## Историја
Рачуна се да су Маори на Нови Зеланд стигли из Источне Полинезије крајем 1. миленијума. Сматра се да је Нови Зеланд једно од последњих подручја на које је ступила људска нога пре доласка модерне цивилизације. Маори су живели у изолацији све до 18. века када су започели контакти с Европљанима. Године 1840. је Велика Британија анектирала Нови Зеланд, с тиме да је споразумом у Ваитангију Маорима гарантована аутономија. Но, што због болести на које нису имали имунитет, што због периодичних оружаних сукоба, број Маора се у 19. веку почео брзо смањивати. Тек је 1960-их и 1970-их дошло до културне ренесансе међу Маорима, који данас чине 14,7% становништва Новог Зеланда.

### Полинезијско порекло
Не постоје веродостојни докази о премаорском насељењу Новог Зеланда; с друге стране, убедљиви докази из археологије, лингвистике и физичке антропологије указују на то да су први досељеници мигрирали из Полинезије и постали Маори. Докази указују да се њихово порекло (као део веће групе Аустронезијских народа) протеже уназад 5000 година, до аутохтоних народа Тајвана. Полинезијски људи населили су велико подручје које обухвата Самоу, Тахите, Хаваје, Ускршње острво (Rapa Nui) — и коначно Нови Зеланд.
Могуће је да је било неких истраживања и насељавања пре ерупције планине Таравера око 1315. године, на основу налаза костију полинезијских пацова и шкољки изглоданих пацовима, и евиденције о широко распрострањеним шумским пожарима током те деценије или нешто раније; али најновији докази указују на главно насеље које се догодило као планирана масовна миграција негде између 1320. и 1350. Ово се углавном поклапа са анализама усмених традиција Маора, које описују долазак предака у бројним великим океанским кануима (вака) око 1350. године.

### Рана историја
Најранији период маорских насеља, познат као „архаични”, „моахантерски” или „колонизацијски” период, и обухвата период од око 1300. до око 1500. године. Рана маорска исхрана обухватала је обиље моа и других великих птица и туљана које никада нису био ловљене пре. Овај архаични период познат је по препознатљивим „огрлицама од колутова”, а такође је изузетан по одсуству оружја и утврђења типичних за касније „класичне” Маоре. Најпознатије и најопсежније проучено архаично налазиште, у Вајрау Бару на Јужном острву, показује доказе о окупацији од раног 13. до раног 15. века. То је једино познато новозеландско археолошко налазиште које садржи кости људи који су рођени негде другде.
Фактори који су деловали у прелазу на класични период (култура у време европског контакта) укључују знатно хладнији период од 1500, и изумирање моа и других врста хране.
Класични период карактерише фино израђено оружје (pounamu, зелени камен) и украси; сложено исклесани ратни кануи и куће за састанке (wharenui). Жестока ратничка култура укључивала је градине познате као па и канибализам.
Око 1500. године група Маора мигрирала је на исток до Чатамских острва и развила се у народ познат као Мориори, са пацифизмом кључним делом њихове културе.

## Култура

### Језик
И ако се на Новом Зеланду углавном говори Енглески језик, Маори имају и свој традиционални маорски језик. Језик Маора је такође познат као Те Рео Маори или једноставно Те Рео. Лингвисти га класификују у источне полинезијске језике, блиско сродне са маорским са Кукових острва. Те Рео језик је постао званичан језик на Новом Зеланду 1987. године. До доласка Европљана Маори нису имали писмо, већ су важне информације памтили и преносили кроз генерације усмено. Маорски концепти су додати у новозеландски знаковни језик.

### Религија и веровања
Као и други Новозеланђани, многи Маори данас су хришћани (првенствено англиканци, презбитеријанци и римокатолици). Међутим, пре контакта са спољним културама, маорска религија се заснивала на концептима мана и тапу. Мана је безлична сила коју појединци могу и наследити и стећи током свог живота. Тапу се односи на светост која је додељена статусом при рођењу. Постојала је директна веза између то двоје: поглавице са највише мана били су и највише тапу. Енглеска реч „Табу” потиче од ове опште полинезијске речи и концепта мистериозне надљудске силе. Обожавање предака било је важно у традиционалној религији. Tакође верују да се духови њихових предака могу позвати да им помогну у временима потребе или рата. Од 1820-их Маори су почели да практикују хришћанство и веровање у једног Бога. То су научили од британских мисионара који су почели да долазе на Нови Зеланд.
У традицији Маора стварање је почело са атуа (боговима). Прво је дошла Те Коре (празнина), затим Те По (ноћ), а затим Те Ао Марама (свет светлости). Деца Папатуанукуа (земаљске мајке) и Рангинуија (небеског оца) укључивали су Танеа, бога шума, Тангароа, бога мора, Ронга, бога узгојене хране, и Туматауенга, бога рата. Тане је направио прву жену, Хинеахуоне, и оженио се њоме. Људска бића потичу из ове заједнице.

### Духовне идеје
Људи су имали моћ звану мана која је дошла од предака. Прворођена деца и тохунга имали су већу ману од осталих. Тапу може утицати на жива бића и објекте. Постојале су церемоније уклањања тапуа тако да су биле ноа (обичне, без ограничења). Нечији дух је био познат као ваируа. Ваируа би могао да напусти тело и да лута.

### Ритуали
Када су се бебе родиле биле су посвећене богу на церемонији званој тохи. Био је то један од неколико ритуала који се обављају након порођаја. Понекад би тохунга или поглавица направили тапу на месту или ствари, тако да је понашање људи било ограничено. Ово се звало рахуи. Када су људи отишли на пецање, први улов су бацили назад у Тангароу. Прва ухваћена птица понуђена је богу Тане.

## Етнолошко наслеђе

### Материјално наслеђе
Под материјалним наслеђем се подразумевају сви материјални производи који задовољавају човекову основну потребу.

#### Куће и објекти
Око 15. века заједнице су постале веће и насељеније. Људи су градили вхарепуне (куће за спавање са простором за неколико породица и предњим тремом). Друге зграде укључивале су патака (складишта), понекад украшене резбаријама, и каута (куће за кување).
Вхаре вхакаиро (резбарене куће за састанке) на источној обали. Вхаре вхакаиро се често називају по прецима и сматра се да отелотворују ту особу. Кућа се посматра као испружено тело и може јој се обраћати као према живом бићу. Прве вхаре вхакаиро куће су изграђене у 19. веку.
Марае комплекс од 1960-их марае комплекси су грађени у урбаним срединама. Они су укључивали зграде као што су вхарепаку (тоалети) и вхаре ора (здравствени центри). Куће за састанке су и даље биле један велики простор са тремом и једним вратима и прозором испред. Осамдесетих година 20. века марае су почеле да се граде у затворима, школама и универзитетима.

#### Mаорска кухиња
Маори су донели јестиве биљке са Хаваја, укључујући кумару, јам и таро. Новозеландска кумара је посебно слатка и расте у полутропским регионима Северног острва. Уз коренасто поврће, донели су и Киоре (полинезијски пацов) и Кури, оба вредна извора меса. Маори су ловили птице као што је моа, сакупљали морске плодове и сакупљали домаће папрати, винову лозу, палме, гљиве, бобице, воће и семе. Када су досељеници стигли на Нови Зеланд донели су пшеницу, кромпир, кукуруз, шаргарепу, купус и друго поврће. Маори су такође почели да узгајају овце, свиње, козе и живину. Кромпир је био лакши за узгој него кумара, а свиње су се могле брзо товити, тако да су свињетина и кромпир постали нови основни оброк Маора.

#### Одећа
Маори обично носе модерну одећу у западном стилу. Међутим, они и даље носе своју традиционалну одећу за посебне прилике. Када су преци Маора дошли на Нови Зеланд морали су да се прилагоде новој клими и да користе нове биљке и животиње за израду своје одеће. За израду тканина користили су биљке као што су харакеке (новозеландски лан), стабла купуса и траве. Такође су користили птичје перје и кожу, и кожу фока и кури (полинезијских паса). Маори су углавном ходали боси, али су понекад правили сандале од лана, листова купуса или планинске траве за прелажење камењара.
Фризуре могу показати нечији статус или указати на то када је неко био у жалости. Мушка коса је била увијена или увезана у много различитих врста чворова, што би могло указивати одакле је носилац дошао.
Пошто се глава сматрала најсветијим делом тела, косу члана високог ранга могао је да уређује само неко ко је још вишег статуса. За украшавање косе коришћени су украсни чешљеви, окер (црвена глина) и уља извучена из биљака и животиња.
Најпосебније огртаче носили су само поглавице. Међу њима су били огртачи од коже и косе кури, огртачи са пуним перјем и каитака, који су направљени од фино тканог ланеног влакна.
Пелерине за кишу биле су краће од огртача и држале су носиоца сувим. Обично су се правили од листова лана или купуса.
Огрлице и привесци прављени су од камена и костију. Хеи тики су привесци за врат урезани у људски облик. Неки привесци су били парфимисани ароматичним гумама или уљима. Поред камена и костију, привесци за уши су се понекад правили од птичјих репова, коже или перја, или чак од живих птица.

#### Оружје
Ракау Маори (маорско оружје) дизајнирано је за борбу прса у прса. У бици је било уобичајено да тоа (ратници) узму оружје са дугом дршком као што је таиаха (борбени штап са дугом дршком) и кратко оружје као што је пату (бага) увучено у појас. Маори су мало тога носили у борби осим маро (килт) или татуа (појас). У неким случајевима се носио тапаху (ратни огртач од псеће коже) или пауку (огртач за заштиту од копља). Маори нису користили лук и стреле, тако да је борба била скоро у потпуности прса у прса. Чувена оружја су добијала имена и преносила се с генерације на генерацију.

### Нематеријално наслеђе
Нематеријално наслеђе се односи на презентацију, изражавање или праксу коју чланови неког народа препознају као део своје културе.
- Плес Маора, Хака, је једна од најпознатијих културних традиција Полинезије. Ови плесови су праћени песмом и удараљкама по телу које настају пљескањем рукама, гажењем ногама и шамарањем по бутинама. Постоји вођа и хор који одговара на главну вокалну линију вође. Сам плес укључује енергичне позе које представљају ратоборне и агресивне позе. У популарном плесу Хаке заправо постоји много више од тога да се користи само за застрашивање конкурената. У ствари, Хака се често користи као средство за поздрављање значајних гостију, одавање почасти значајним достигнућима или одавање поштовања на приликама или сахранама.[39]
- Маорско певање следе веома строга правила за извођење, ритмичку структуру и континуитет. Прекинути певање усред тока значи позвати на катастрофу или чак смрт за заједницу. Ове песме често говоре о генеалогијама или подвизима предака.

- Тетовирање међу Маорима било је веома развијено и изузетно симболично. Маорске тетоваже на лицу створене су на два начина. Један је био пирсинг и пигментирање коже чешљем за тетовирање. Други је био стварањем трајних ожиљака на лицу инструментом налик длету. Мушко тетовирање лица, названо та моко, рађено је у фазама у животу мушкарца до одрасле доби. Жене су такође биле тетовиране у маорском друштву. Женско тетовирање лица било је познато као та нгуту. Дизајни су постављени на браду и усне. Данас постоји растуће оживљавање ове уметности међу млађим женама Маора. Занимљив аспект маорске уметности тетовирања је да ниједна тетоважа није потпуно идентична. Ово је обично због тога што је свака тетоважа спољашњи приказ јединствене комбинације лозе, мудрости и стаса појединца у племену.[40]